# Decocció

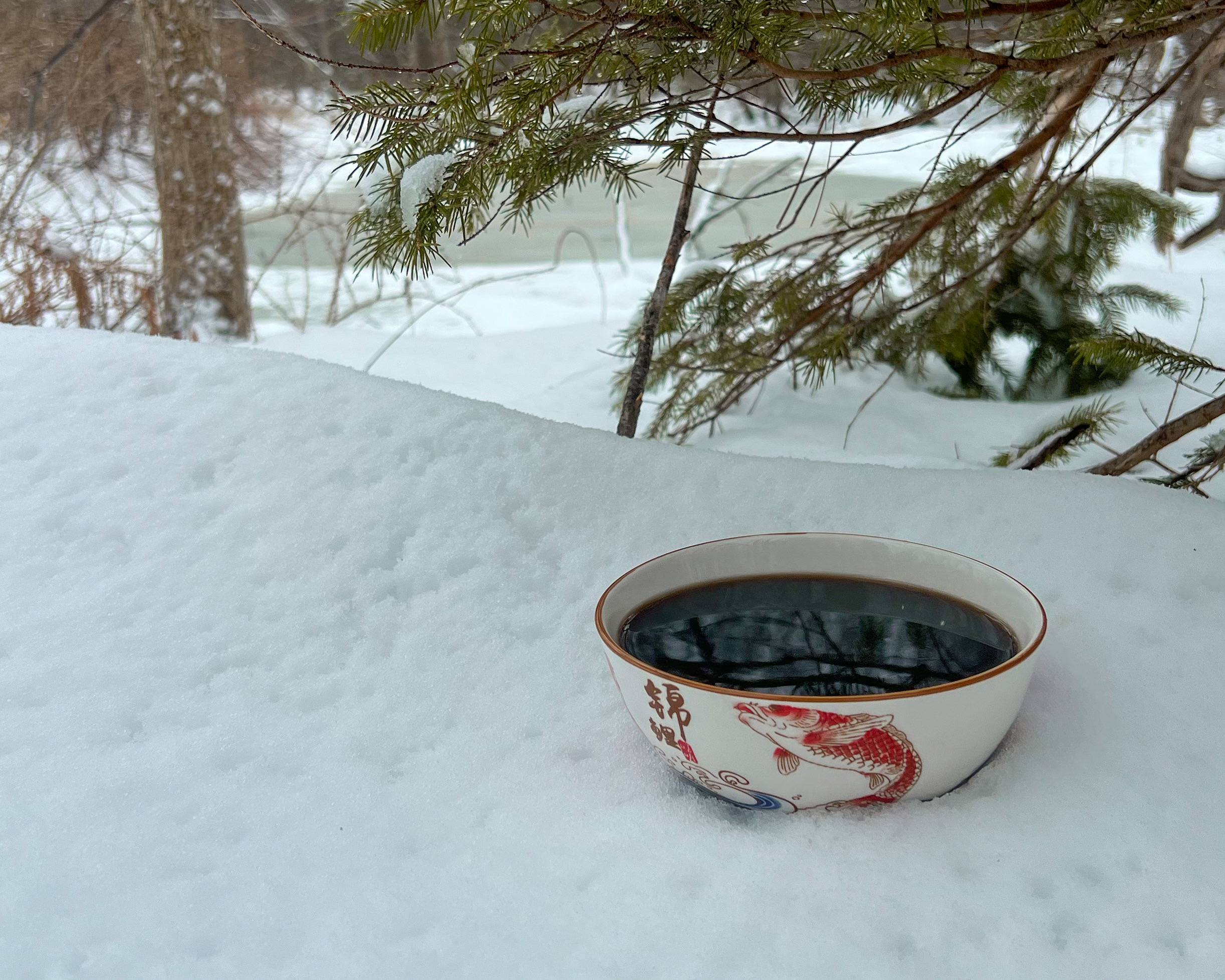
Decocció tradicional xinesa.

La decocció és l'operació d'extreure els principis actius d'una droga d'una planta per mitjà de l'acció continuada d'aigua destil·lada a la temperatura de l'ebullició o pròxima a aquesta temperatura. En general, per a la decocció, es fa bullir una planta o les seves parts de cinc (si són parts herbàcies o finament tallades) a vint minuts (si són llenyoses). La decocció implica primer macerar i després bullir. Aquest procés també es pot aplicar a carns i verdures per preparar brous i altres preparacions.
La decocció també és el nom del fluid resultant. En la fabricació de cervesa, la decocció macerant és un mètode tradicional. La decocció de plantes medicinals és una manera d'extreure els seus principis actius.